# Henry Wilson, Baron Wilson of Langside
Henry Stephen Wilson, Baron Wilson of Langside PC QC (Schottland) (* 21. März 1916 in Glasgow; † 23. November 1997 ebenda) war ein britischer Jurist und Politiker der Labour Party sowie zuletzt der Social Democratic Party (SDP), der unter anderem zwischen 1967 und 1970 Lord Advocate für Schottland war und 1969 als Life Peer aufgrund des Life Peerages Act 1958 Mitglied des House of Lords wurde.

## Leben

### Erfolglose Unterhauskandidaturen und Solitor General von Schottland
Wilson, Sohn eines Solicitor, begann nach dem Besuch der High School of Glasgow ein Studium der Rechtswissenschaften an der University of Glasgow, das er jedoch zu Beginn des Zweiten Weltkrieges unterbrechen musste. Nachdem er zwischen 1939 und 1945 seinen Militärdienst bei der Highland Light Infantry und dem Royal Armoured Corps absolviert hatte, setzte er sein Studium fort und erhielt 1946 seine anwaltliche Zulassung durch die schottische Rechtsanwaltskammer (Faculty of Advocates). Im Anschluss war er als Rechtsanwalt tätig, ehe er zwischen 1948 und 1951 als Advocate-Depute und damit als Vertreter des Lord Advocate Anklagevertreter für das Kronamt und den staatsanwaltschaftlichen Dienst (Crown Office and Procurator Fiscal Service).
Bei den Unterhauswahlen vom 23. Februar 1950 kandidierte er für die Labour Party erstmals im Wahlkreis Dumfriesshire für ein Abgeordnetenmandat im House of Commons. Nachdem er sich bei den Wahlen vom 25. Oktober 1951 auch im Wahlkreis Edinburgh West vergeblich um einen Sitz im Unterhaus beworben hatte, kandidierte er zuletzt bei den Unterhauswahlen vom 26. Mai 1955 abermals im Wahlkreis Dumfriesshire ohne Erfolg für ein Abgeordnetenmandat im House of Commons.
Nach einer anschließenden weiteren Tätigkeit als Rechtsanwalt war er von 1955 bis 1956 Vize-Sheriff (Sheriff Substitute) von Greenock sowie danach zwischen 1956 und 1965 Vize-Sheriff von Glasgow. Als Nachfolger von James Graham Leechman wurde Wilson, der zugleich Kronanwalt (Queen’s Counsel) wurde, 1965 Solicitor General von Schottland und war damit bis 1967 und seiner Ablösung durch Ewan George Francis Stewart Stellvertreter des Lord Advocate.
Im Dezember 1963 überlebte Wilson als Passagier den Brand und Untergang des griechischen Kreuzfahrtschiffs Lakonia vor Madeira, wobei 128 Menschen ums Leben kamen.

### Lord Advocate und Oberhausmitglied
Im Anschluss erfolgte 1967 seine Ernennung zum Lord Advocate. Als Nachfolger von George Gordon Stott war er als solcher Chef-Justitiar der schottischen Exekutive und der Krone in Schottland für Zivil- und Strafrecht. Wilson, der 1967 auch Privy Councillor (PC) wurde, wurde durch ein Letters Patent vom 3. März 1969 als Life Peer mit dem Titel Baron Wilson of Langside, of Broughton in the County of Edinburgh, Mitglied des House of Lords, dem er bis zu seinem Tod angehörte.
1970 folgte ihm Norman Wylie, Lord Wylie als Lord Advocate, während er selbst zwischen 1971 und 1974 Direktor des Scottish Court Service war. Er war in dieser Funktion Direktor der Verwaltungsbehörde für die 49 Sheriff Courts, den Court of Session (das oberste Zivilgericht Schottlands), den High Court of Justiciary (das oberste Strafgericht) sowie die Justice of the Peace Courts (die unteren Strafgerichte). Zuletzt fungierte Baron Wilson von 1975 bis 1977 als Sheriff Principal von Glasgow und Strathkelvin.
Nachdem er 1981 die Labour Party verlassen hatte, schloss er sich der Fraktion der Social Democratic Party (SDP) an und gehörte dieser bis 1992 an. Im Anschluss gehörte er dem House of Lords bis zu seinem Tod als sogenannter Crossbencher an.